# Irish National Liberation Army
L'INLA (Irish National Liberation Army, Esercito Irlandese di Liberazione Nazionale), in gaelico Arm Saoirse Náisiúnta na hÉireann, è un gruppo paramilitare nordirlandese di ispirazione marxista, che ha come obiettivo la riunificazione delle sei contee dell'Irlanda del Nord con la Repubblica d'Irlanda. Ha un braccio politico, l'Irish Republican Socialist Party.

## Storia
L'INLA nasce nel 1974 come braccio armato dell'IRSP, partito politico nato da una scissione dell'Official Sinn Féin, che aveva attratto anche un discreto numero di socialisti radicali come Bernadette Devlin McAliskey, leader del movimento per i diritti civili formatosi in Irlanda alla fine degli anni sessanta, che poi abbandoneranno il partito proprio a causa del suo "militarismo".
Alcuni membri dell'IRSP, guidati da Séamus Costello, decisero di dar vita ad un braccio armato che all'inizio si chiamò PLA (People's Liberation Army) e venne organizzato più o meno nello stesso modo in cui era strutturata l'IRA. L'INLA attrasse militanti dell'Official IRA delusi dalla strategia del movimento e militanti dell'IRA che non avevano condiviso il cessate-il-fuoco proclamato alla fine del 1974.
I primi anni dell'organizzazione furono occupati da una faida strisciante con l'Official IRA che fece tra il 1975 e il 1977 decine di vittime, le più famose delle quali furono Billy McMillen, comandante della Brigata Belfast dell'Official IRA, e Séamus Costello, primo Capo di Stato Maggiore dell'INLA, ucciso nel 1977 a Dublino.
L'INLA si impose all'attenzione del mondo nel marzo 1979, quando fece saltare in aria a pochi passi dal Parlamento la macchina di Airey Neave, amico personale di Margaret Thatcher e portavoce del partito Conservatore per l'Irlanda del Nord, che morì per le ferite riportate.
A cavallo tra gli anni settanta e gli anni ottanta l'INLA ottenne i suoi maggiori "successi" militari, grazie alla guida di Dominic McGlinchey, uno dei più famosi paramilitari irlandesi che, dopo essere stato comandante dell'IRA nella zona del South Derry, entrò a far parte dell'INLA raggiungendo in breve tempo il grado di Capo di Stato Maggiore.
Dopo l'arresto di McGlinchey nel 1984 l'INLA scivolò sempre più in una serie di faide interne per il controllo dell'organizzazione che, oltre che causare alcuni morti, portarono nel 1987 alla scissione di alcuni militanti che diedero vita all'IPLO (Irish People's Liberation Organization), organizzazione che rimase in vita fino al 1992 quando l'IRA, a causa del discredito che le attività criminali di alcuni membri dell'IPLO gettavano sulla causa repubblicana, intervenne uccidendo un militante, ferendone una dozzina e intimando a molti altri di andarsene dall'Irlanda, provocando lo scioglimento del gruppo.
L'INLA rimase in vita, anche se non particolarmente attiva, fatta eccezione per alcune delle immancabili faide interne che erano il "marchio di fabbrica" dell'organizzazione. Nel 1997 però tornò alla ribalta quando, il 27 dicembre, un commando di tre detenuti dell'INLA riuscì a uccidere nel carcere di Maze Billy Wright che, prima come leader dell'UVF nel Mid Ulster e poi come capo del gruppo protestante scissionista LVF (Loyalist Volunteer Force), si era reso responsabile dell'omicidio di decine di cattolici, in maggioranza civili innocenti.
Dopo la strage di Omagh nel 1998 l'INLA, pur non essendo d'accordo con il Good Friday Agreement, ha decretato un cessate il fuoco.
Nell'ottobre 2006 l'IMC (Independent Monitoring Commission), organismo che vigila sull'attuazione degli accordi del 1998, ha dichiarato che l'INLA non è più in grado di rappresentare una minaccia per la pace dell'Irlanda del Nord.

## Operazioni
- 30 marzo 1979: l'INLA uccide Airey Neave, portavoce per l'Irlanda del Nord per il partito Conservatore facendo esplodere la sua macchina mentre lasciava il parcheggio sotterraneo del Parlamento.
- 6 dicembre 1982: l'INLA fa esplodere una bomba all'interno del Droppin' Well Bar di Ballykelly, nella contea di Derry, causando la morte di 11 soldati britannici e di 6 civili in quello che è uno dei più gravi attentati della storia dei Troubles.
- 27 dicembre 1997: un commando di tre detenuti dell'INLA uccide all'interno del carcere di Maze Billy Wright, detto King Rat, capo del Loyalist Volunteer Force, responsabile della morte di decine di cattolici.

## Militanti
- Séamus Costello: primo Capo di Stato Maggiore dell'INLA, venne ucciso a Dublino nel 1977.
- Ronnie Bunting: di origine protestante, era il comandante della Brigata Belfast dell'INLA quando, nel 1980, venne ucciso dall'UFF con la sospetta complicità delle forze di sicurezza britanniche.
- Dominic McGlinchey: dopo essere stato un importante membro della Provisional IRA (faceva parte della South Derry Brigade) si unì all'INLA diventandone in breve tempo il Capo di Stato Maggiore prima di essere arrestato nel 1984. Mentre si trovava in carcere venne uccisa in circostanze oscure sua moglie Mary, anche lei membro dell'INLA. Uscito dal carcere nei primi anni novanta venne ucciso in un agguato non rivendicato nel 1994 a Drogheda nell'Eire.
- Dessie O'Hare: soprannominato Border Fox, la Volpe del Confine, dopo essere stato un membro della PIRA diventa leader dell'INLA nella zona del confine; considerato il paramilitare più ricercato d'Irlanda, viene arrestato nel 1987. È uno dei paramilitari ancora in carcere dopo l'applicazione del Good Friday Agreement.
- Gerard Steenson: di Belfast, soprannominato Doctor Death (Dottor Morte). Responsabile della morte di almeno una dozzina di membri delle forze dell'ordine, era considerato colui che aveva ucciso Billy McMillen nel 1975, all'età di 16 anni. Nel 1987 diede vita alla scissione dell'IPLO e venne ucciso dall'INLA nel marzo 1987.